# Jamie Hewlett
 (février 2022).
Si vous disposez d'ouvrages ou d'articles de référence ou si vous connaissez des sites web de qualité traitant du thème abordé ici, merci de compléter l'article en donnant les références utiles à sa vérifiabilité et en les liant à la section « Notes et références ».
Pour les articles homonymes, voir Hewlett.
Œuvres principales
- Tank Girl
- Monkey, Journey to the West

Jamie Christopher Hewlett, né le 3 avril 1968 à Horsham au Royaume-Uni, est un auteur de bande dessinée et graphiste britannique. Il s'occupe de toute la partie visuelle et graphique du groupe Gorillaz. Il est le cofondateur de l'opéra pop Monkey, Journey to the West avec Damon Albarn.

## Biographie
En 1988, Alors qu’il était étudiant à l'université de Northbrook, dans le Sussex en Angleterre, Jamie Hewlett crée Atomtan, un fanzine de comics avec d’autres camarades : Alan Martin et Philip Bond. Ce fanzine attire l’attention de Brett Ewins qui invite Jamie Hewlett et Alan Martin, lorsque ceux-ci finissent l’université, à sortir un nouveau magazine qu'il lance avec Steve Dillon. Ce magazine, baptisé Deadline, est un mélange de comic strips britanniques et d’articles musicaux et culturels. Jamie Hewlett et Alan Martin y lancent Tank Girl, une bande dessinée anarchique qui raconte les tribulations d'une adolescente punk qui conduit un tank et qui a un kangourou mutant pour petit ami. Le succès est immédiat, et Tank Girl devient la bédé de référence dans Deadline. Le style underground de Jamie Hewlett (il est fan de Brendan McCarthy) est populaire ; cela l’amène à travailler avec des groupes musicaux tels que Cud et les Senseless Things, réalisant les pochettes de leurs disques.
En 1992, Jamie Hewlett est un créateur important dans l'industrie de la bande dessinée, et un des rares à être accepté dans les médias traditionnels. Il travaille avec Peter Milligan sur Hewligan's Haircut pour 2000 AD du numéro 700 au 707. Il fournit également des couvertures et des pin-ups pour Shade, the Changing Man, également écrit par Peter Milligan pour DC Comics.
En 1995, Tank Girl, interprétée par Lori Petty sur le grand écran, est un échec commercial. Les fans ont indiqué qu'il n'y retrouvaient pas l'essence de la bande dessinée originale. Afin de le promouvoir, il dessine une mini série de Tank Girl sur un scénario de Peter Milligan pour Vertigo chez DC Comics. Toujours impliqué dans la production musicale britannique, il illustre une version en bande dessinée de Common People du groupe Pulp.
En 1996, à cause de la chute des ventes, l’aventure de Deadline se termine. Jamie Hewlett se retourne vers la publicité et le design télévisuel.
En 1997, il prend un appartement avec Damon Albarn du groupe Blur après s’être séparé de sa petite amie Jane Olliver. C’est durant cette colocation que surgit l'idée de Gorillaz, un des premiers groupes virtuels du monde. Damon Albarn serait responsable de la musique, alors que Jamie Hewlett aurait la charge de concevoir le design du groupe. Les membres du groupe sont créés à quatre mains.
En 2001, le premier album de Gorillaz est produit. C’est un triomphe pour Damon Albarn et Jamie Hewlett.
En 2005, Demon Days, le second album studio de Gorillaz a lui aussi un succès énorme. Le mystère planant autour du groupe s'éclaircissant de plus en plus, le public découvre un véritable univers autour de Gorillaz créé par Jamie (notamment à travers le making of du premier album Bananaz). Selon ses dires, à l'époque du premier album, il visionnait des dizaines de films de zombie de série B pour inspirer ses clips/dessins animés.
En 2007, il travaille avec Damon Albarn sur l'opéra Monkey, Journey To The West en réalisant quelques dessins animés, en créant les costumes et les décors de la pièce. C'est à nouveau une consécration : l'opéra se produit à Londres, à Paris et en Chine.
En 2010 sort le troisième album de Gorillaz, Plastic Beach, le dessinateur ayant précédemment indiqué qu'il allait faire évoluer et vieillir un peu ses personnages parce qu'ils commençaient à l'ennuyer. En effet, le clip du premier single Stylo diffère énormément de tout ce que l'on a pu voir jusqu'à maintenant. Tourné comme une vraie scène d'action (avec l'acteur Bruce Willis), le clip mêle à des prises de vues réelles les personnages de Gorillaz animés.
Le 10 septembre 2011, il se marie avec la comédienne française Emma de Caunes à Saint-Paul-de-Vence.

## Publications en français
- Tank Girl, Vents d'Ouest, 1996
Scénario : Alan Martin - Dessin : Jamie Hewlett

Ankama publie en 2010 et 2011 l’intégrale des aventures de Tank Girl dessinées par Jamie Hewlett dans plusieurs albums sous le label « 619 ».
1. Tank Girl T1 (janvier 2010)
2. Tank Girl T2 (février 2010)
3. Tank Girl T3 (mars 2010)
4. Tank Girl : The Odyssey (octobre 2010) (avec Peter Milligan au scénario)

- Artbook Les Dessous de Tank Girl (mai 2010)